# Los Gallardos
Los Gallardos község Spanyolországban, Almería tartományban. Lakosainak száma 3071 fő (2024).

## Földrajza
Los Gallardos Turre, Bédar, Antas és Vera községekkel határos.

## Népesség
A település lakosságának változását az alábbi diagram mutatja:
| Lakosok száma | 1897 | 2583 | 3126 | 3752 | 3818 | 3126 | 2867 | 2794 | 3003 | 3071 |
|               | 2001 | 2004 | 2006 | 2009 | 2011 | 2014 | 2016 | 2019 | 2021 | 2024 |